# Črneča golobica
Črneča golobica (znanstveno ime Russula nigricans) je gliva iz rodu golobic (Russula).
Prvi je to vrsto opisal francoski mikolog Pierre Bulliard leta 1785 kot Agaricus nigricans. Kasneje jo je švedski »oče« sodobne mikologije, Elias Magnus Fries, uvrstil v rod golobic (Russula). Znanstveno ime vrste izvira iz latinske besede nigricans, ki pomeni 'črnikav', po čemer ima vrsta tudi slovensko ime.
Nekateri viri jo imajo za sinonim za osmojeno golobico (Russula adusta), a je molekularna raziskava DNK golobičark pokazala, da vrsti tvorita različna klada, čeprav ju je po zunanjosti težko razločevati.

## Značilnosti
Črneča golobica je robustna golobica značilnih temnih in črnečih odtenkov. Klobuk doseže med 7 in 20 cm v premeru in je sprva polkrogel, z močno podvihanim robom, kasneje pa se zravna in postane v osredju udrt. Gladka kožica je sivo umazanega videza, in pogosto rjavo lisasta, mestoma črnikasta.
Lističi so debeli, razmaknjeni in pripeti na bet. Sprva so svetle barve, kasneje pa vedno bolj črnijo.
Bet črneče golobice meri v višino od 4-7 cm in ima premer od 1,5-4 cm. Je gladek, proti dnišču ožji in je lahko včasih zelo debel. Sprva je svetle barve, kasneje pa počrni in dobi rdečkaste lise.
Debelo in trdo meso teh golobic je belkasto, na prerezu takoj pordeči, kasneje pa počrni. Na jeziku je predvsem pri lističih rahlo pekoče.
Kemične reakcije na mesu klobuka:
- železov sulfat: bledo rožnata
- gvajak: modro zelena
- fenol: vinsko rjava.[2]

## Razširjenost in življenjski prostor
Črneča golobica raste na ilovnatioh tleh pod listavci in iglavci, od poletja do pozne jeseni in je v Sloveniji zelo pogosta.

## Mikroskopske značilnosti
Trosni odtis je bele barve. Trosi so skoraj okrogli z mnogimi bradavicami, ki so mrežasto medsebojno povezane. Merijo 6,4–8,5 x 5,4–6,6 μm. Na kožici klobuka nima cistid (pileocistid).

## Podobne vrste
- osmojena golobica (Russula adusta) je skoraj enaka, a za razliko od črneče golobice ima pileocistide
- črnjava golobica (Russula albonigra) nima pekočega okusa in raste pod iglavci
- grda mlečnica (Lactarius turpis) na ranjenih mestih izloča bel zelo pekoč mleček
- prstena kolobarnica (Tricholoma terreum) nima drobljivega mesa kot golobice, lističi tvorijo ob betu značilen kolobar

## Uporabnost
Črneča golobica je sicer užitna goba, ki pa pri občutljivejših ljudeh lahko povzroči lažjo obliko gastrointestinalnega sindroma (zastrupitev prebavil), zaradi česar nabiranje te vrste gob ni priporočljivo.

## Galerija slik
- ilustracija
- klobuk, lističi in bet